# Edmond Michiels
Edmond Michiels (Saint-Gilles, 12 ottobre 1913 – Laroque-des-Albères, 23 maggio 1991) è stato un pallanuotista belga, vincitore di una medaglia di bronzo all'olimpiade di Berlino 1936.